# Chiesa della Trinità dei Monti
La chiesa della Santissima Trinità dei Monti, in piazza della Trinità dei Monti, è un luogo di culto cattolico di Roma, nel rione Campo Marzio, posto sulla cima dell'omonima scalinata di Trinità dei Monti che la collega a piazza di Spagna. 
La chiesa, officiata anche in francese, è affidata alla Comunità dell'Emmanuele ed è una delle cinque chiese cattoliche francofone di Roma, insieme con San Luigi dei Francesi, San Nicola dei Lorenesi, Sant'Ivo dei Bretoni e Santi Claudio e Andrea dei Borgognoni.

## Storia

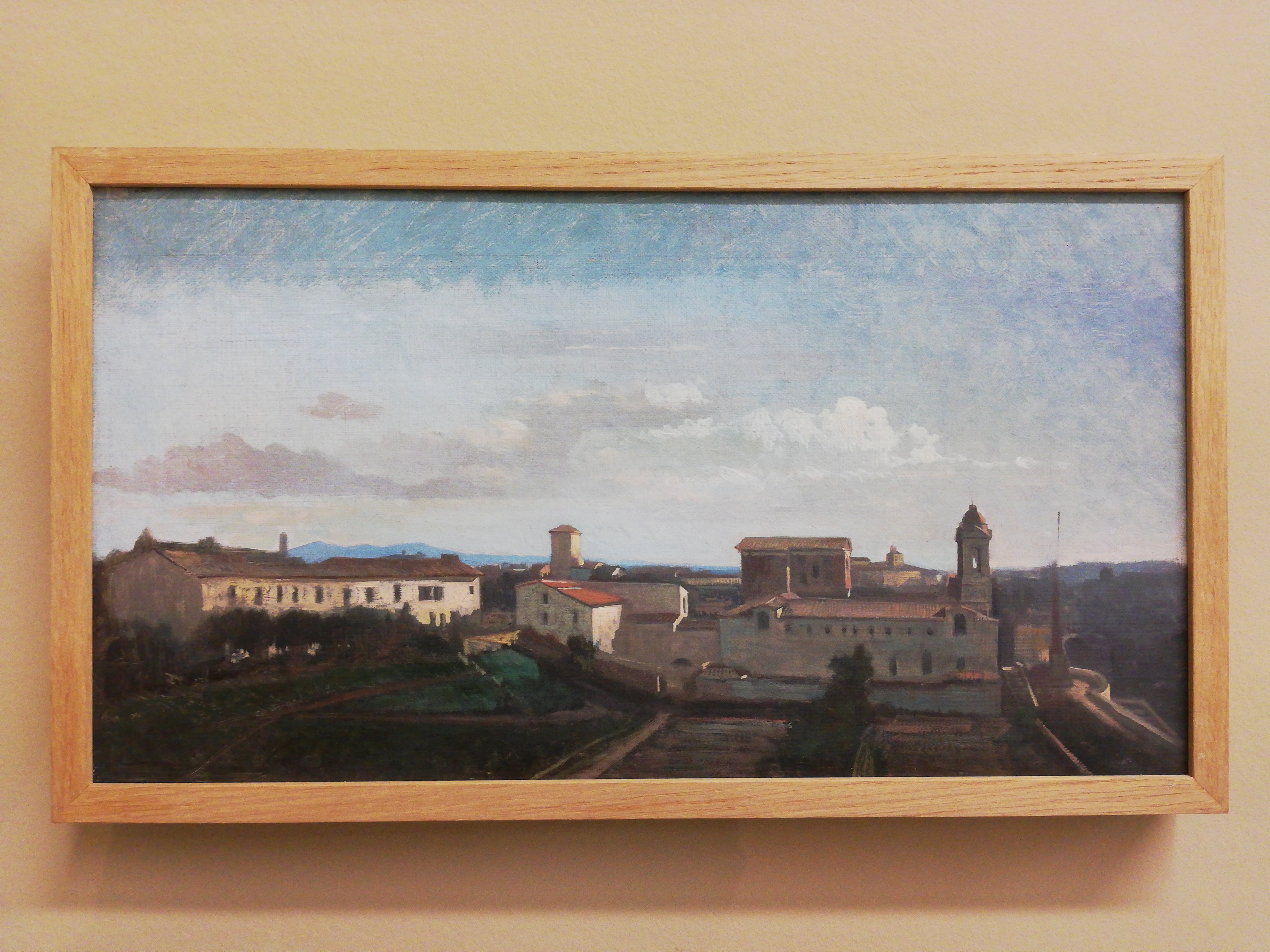
Rome, la Trinité des Monts - Ernest Hébert, Musée Hébert, La Tronche, Francia

Fondata da Carlo VIII nel 1493 con il titolo S. Trinitatis in Pincio, i lavori di realizzazione della prima parte della chiesa iniziarono probabilmente nel 1502 e si protrassero per gran parte del secolo. La chiesa era chiamata in origine "Trinità del Monte", con riferimento al colle del Pincio sul quale sorge. La prima parte della chiesa, in pieno stile gotico, fu progettata dagli architetti Annibale Lippi e Gregorio Caronica e realizzata con pietre provenienti dalla città francese di Narbona.
In seguito ai danni provocati dal sacco di Roma del 1527 si optò per il restauro e l'ampliamento dell'intero complesso anche grazie all'acquisto dei terreni circostanti. Con il conclave del 1549-1550 diversi cardinali francesi finanziarono i lavori di ampliamento, che videro nel 1570 la conclusione della facciata, disegnata da Giacomo Della Porta e Carlo Maderno, adornata dai due celebri campanili.
La chiesa fu consacrata nel 1585 da papa Sisto V, che commissionò all'architetto Domenico Fontana la realizzazione di una strada, che prese dal pontefice stesso il nome di strada Felice, che collegasse la zona del Pincio con la basilica di Santa Maria Maggiore. Gli sbancamenti necessari per la realizzazione della strada avevano tuttavia creato un grande dislivello con l'ingresso principale della chiesa, pertanto Fontana progettò la realizzazione della scala monumentale a due rampe che ancora oggi garantisce l'accesso all'edificio.

## Descrizione
Il complesso della Trinità dei Monti si articola in due edifici contigui: il convento e la chiesa.
La chiesa è costituita da un'unica navata sulla quale si affacciano sei cappelle laterali. La facciata, adornata dai due campanili simmetrici con cupolino ottagonale, ha un unico ordine di lesene, chiuso da un attico con lunettone in posizione centrale. La volta della crociera (Una delle prime parti dell'edificio a essere costruita) è in stile tardo gotico francese, con volte a costoloni intrecciati, unico esempio di tale stile a Roma. Sui due campanili sono posti un orologio e una meridiana che indicherebbero rispettivamente gli orari di Roma e Parigi.

### Cappelle di destra

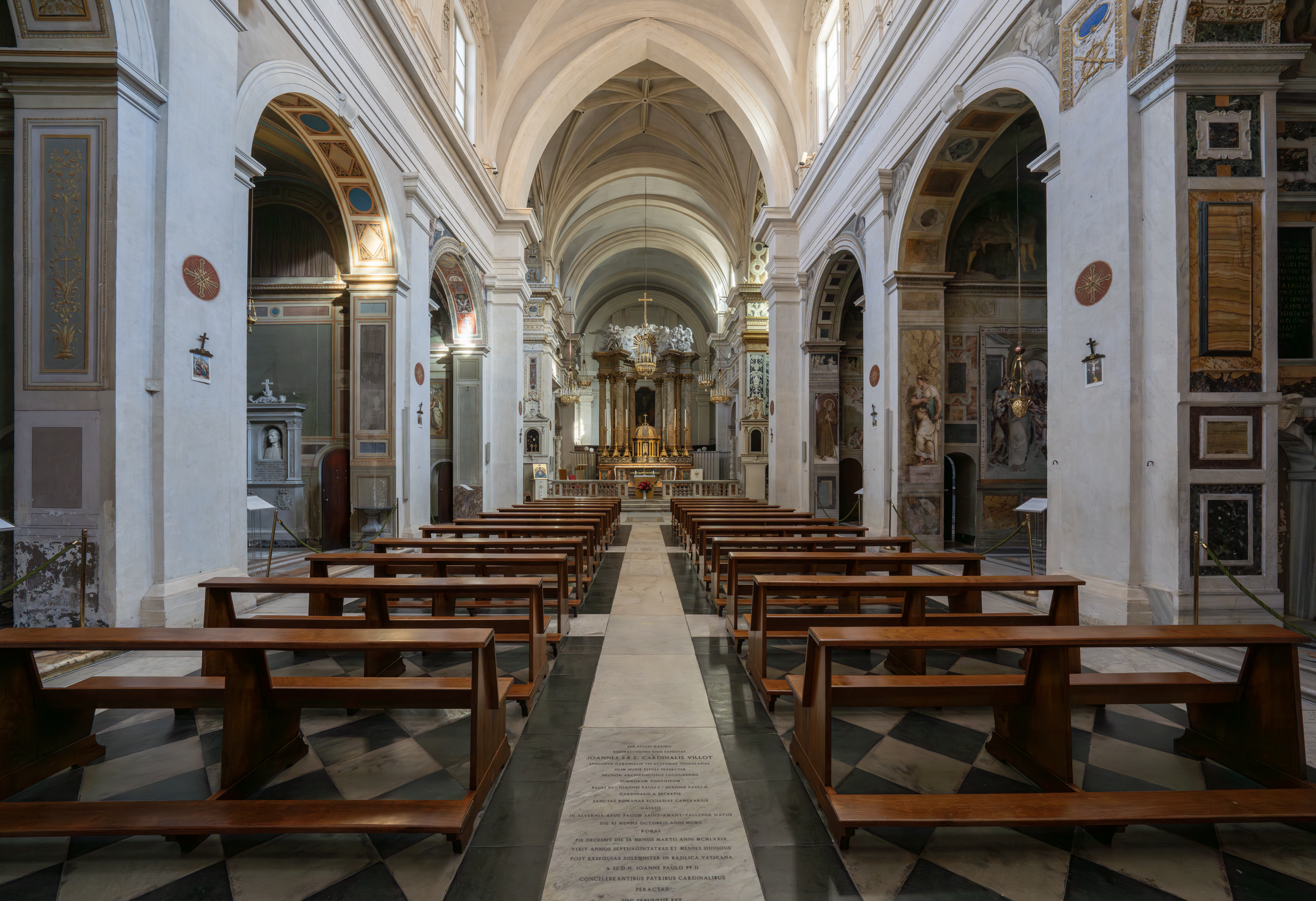
Interno

La prima cappella a destra (Altoviti) è decorata da un ciclo di affreschi sulle Storie di san Giovanni Battista di Giovanni Battista Naldini, autore anche della pala col Battesimo di Cristo. La seconda non ha decorazioni di rilievo, mentre la terza (di Lucrezia della Rovere) conserva un notevole ciclo di affreschi di Daniele da Volterra e aiuti. Secondo Vasari l'artista disegnò tutti i cartoni, mentre gran parte della stesura è da riferire agli allievi, molti dei quali però divennero poi artisti di un certo spessore. Al maestro spettano sicuramente l'Assunta sulla parete di fondo (1548-50) e la Presentazione della Vergine  a destra. Al volterrano Giovanni Paolo Rossetti sono riferiti l'Annunciazione (lunetta centrale) e la Presentazione di Gesù al Tempio (lunetta sinistra), a Michele Alberti la Strage degli Innocenti (parete sinistra) e i Profeti nell'arcone (1553-60), a Gaspar Becerra la Nascita della Vergine (parete destra), a Pellegrino Tibaldi e Marco Pino la volta e il sott'arco (scene bibliche e ignudi con alberi araldici Della Rovere).

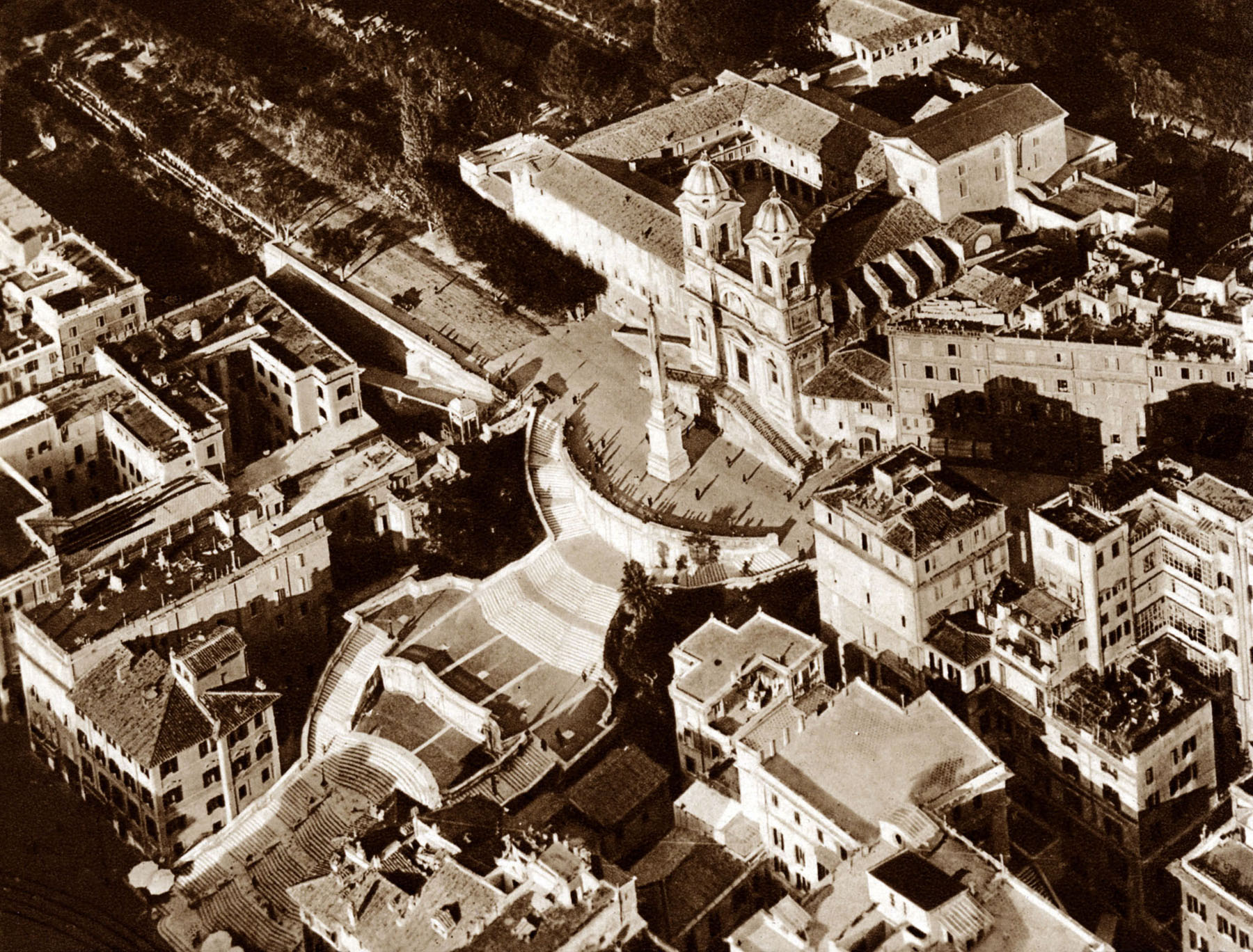
Trinità dei Monti foto aerea del 1938

Segue la cappella Orsini, con una pala del 1817 di Louis Vincent Leon Pallière (Flagellazione) e le pareti decorate dai monumenti funebri del cardinale Rodolfo Pio da Carpi (1567 circa) e di Cecilia Orsini (1575), moglie di Alberto III Pio di Savoia, entrambi di Leonardo Sormani. Lo stesso artista è autore, con Prospero Antichi, degli stucchi nella volta, che incorniciano le Storie della Passione di Cristo di Paris Nogari (ante 1575). Il Nogari affrescò anche le lunette con la Flagellazione, l'Andata al Calvario, Profeti e angeli con la corona di spine (parete dell'altare).
Le due cappelle seguenti sono affrescate da cicli di notevole interesse, ma di cui non si è ancora trovato il nome dell'autore. La quinta, del canonico di Besançon Pierre Marciac, è di un artista di cultura raffaellesca che probabilmente partecipò alla decorazione delle logge Vaticane (tra i nomi proposti Michele Alberti); la sesta fu invece decorata da un artista probabilmente umbro, vicino al Pinturicchio.

### Cappelle di sinistra
In una delle prime cappelle a sinistra Daniele da Volterra lasciò nel 1541 un celebre ciclo di affreschi, tra cui la bellissima Deposizione, unanimemente considerata uno dei vertici del Manierismo. L'ottava cappella a destra (cappella Massimo) conserva invece un bellissimo ciclo di affreschi di Perin del Vaga (Storie dell'Antico e del Nuovo Testamento; 1537), completato tra il 1563 e il 1589 da Taddeo e Federico Zuccari. Il Battesimo di Cristo e gli affreschi della Cappella di San Giovanni Battista sono di Giovanni Battista Naldini (1580). In origine la chiesa conservava anche una pala di Jean-Auguste-Dominique Ingres.

### Convento e vicinanze

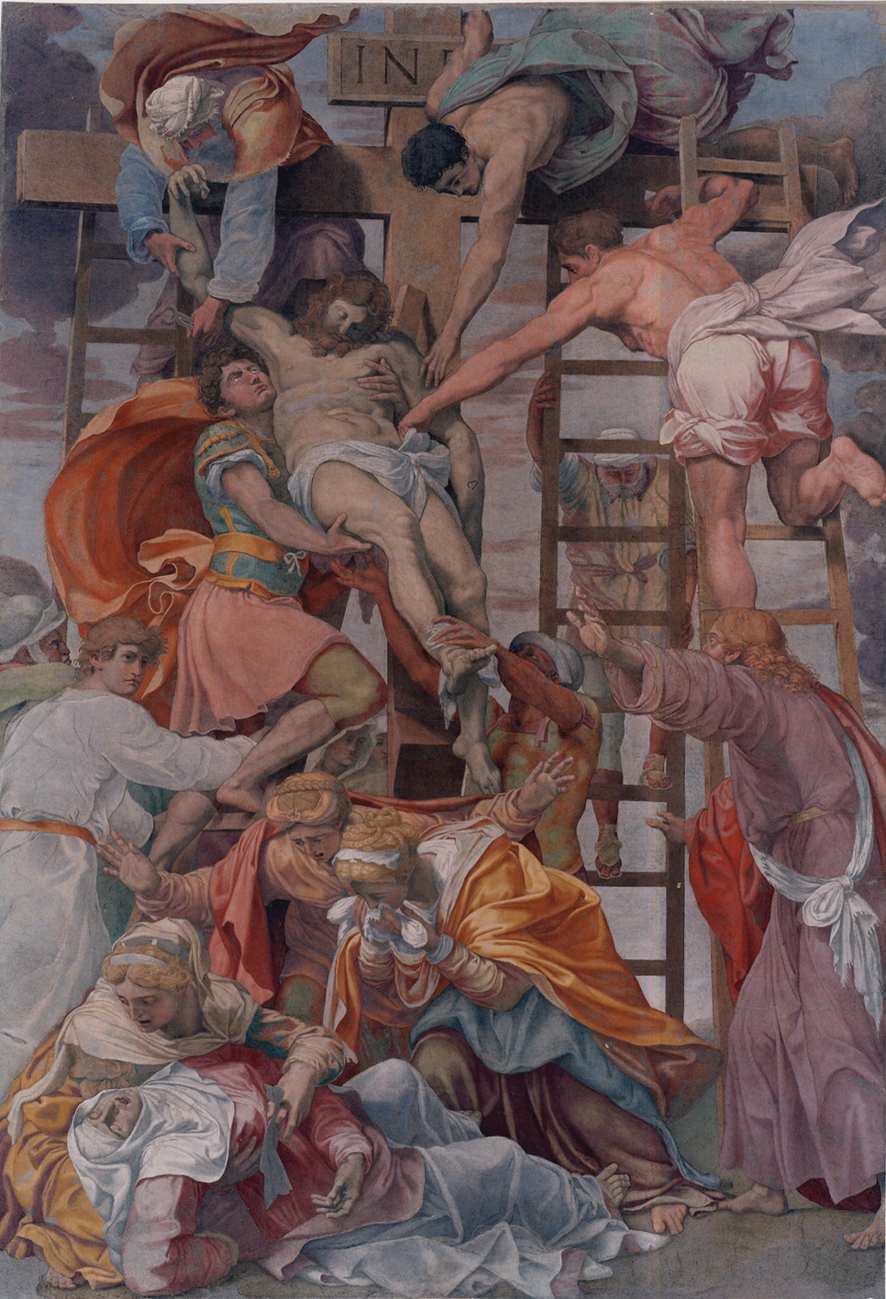
La Deposizione di Daniele da Volterra

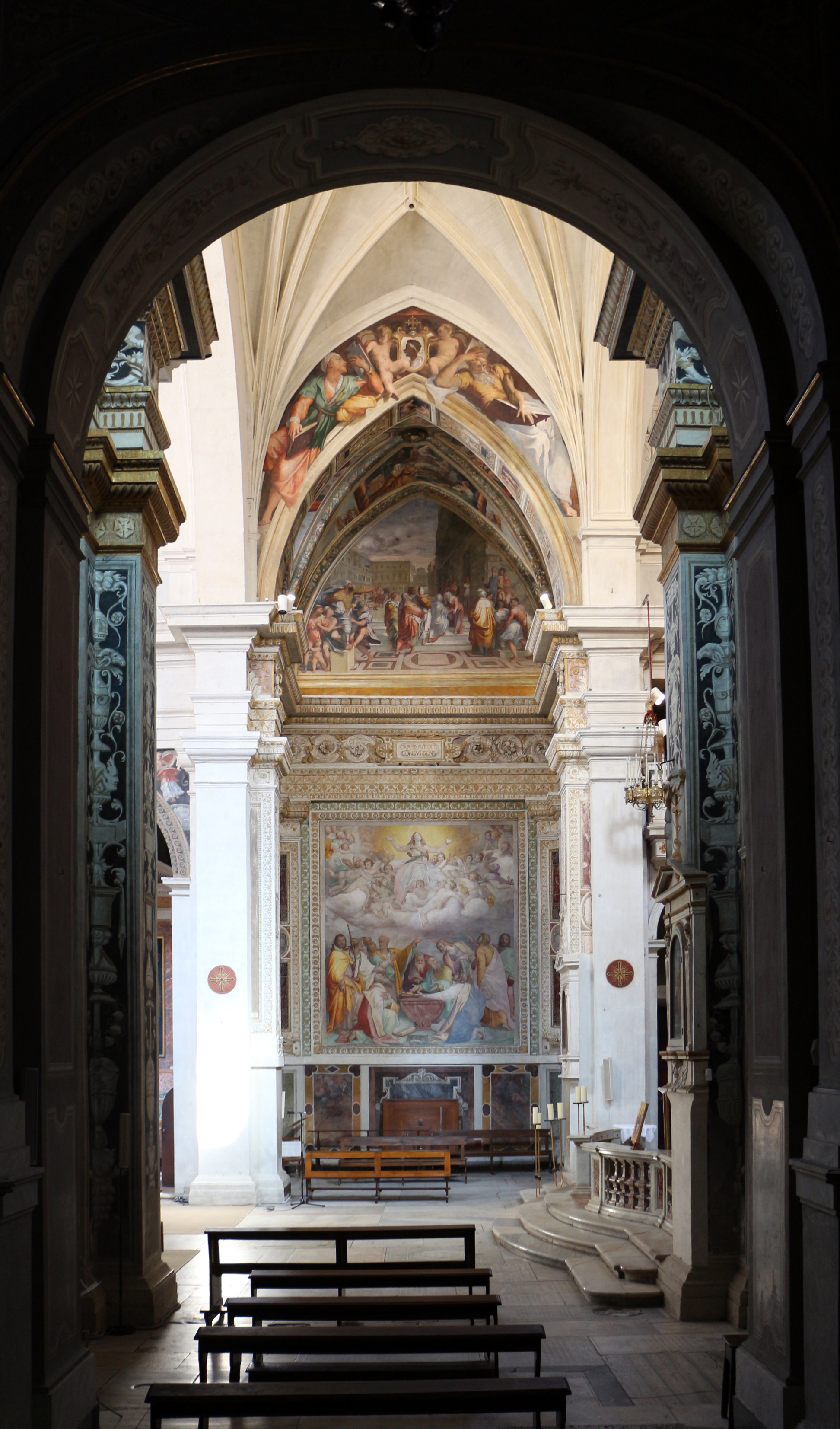
La cappella Pucci, affrescata da Perin del Vaga e dai fratelli Zuccari

Nel convento vanno ricordate la Galleria prospettica, affrescata da Andrea Pozzo con un singolare esempio di anamorfosi dipinta nel 1642 da Emanuel Maignan ritraente S. Francesco di Paola, e la Stanza delle rovine, del tardo XVIII secolo con affreschi la cui sensibilità è già figlia del Romanticismo, opera del francese Charles-Louis Clérisseau, un artista che terminerà i suoi giorni a San Pietroburgo, alla corte degli zar. Nel convento è presente una seconda pittura anamorfica dipinta da Jean François Niceron nel 1642 rappresentante San Giovanni che scrive l'apocalisse terminata poi da Emanuel Maignan. In uno dei corridoi del convento è stata realizzata dal Maignan una meridiana a riflessione. La volta del corridoio riporta diversi tracciati (ora italica, ora francese, etc.) differenziati in base al colore.
Le pretese francesi di imporre un'influenza alla zona della Trinità dei Monti datano fin dal XVI secolo essendo la chiesa sotto la protezione della corona di Francia, così come per lungo tempo anche la porzione settentrionale della piazza sottostante era detta "di Francia"; nel XIX secolo anche l'Accademia di Francia fu trasferita poco lontano, nell'adiacente Villa Medici. La celeberrima scalinata, inaugurata da papa Benedetto XIII nel 1725, fu realizzata da Francesco De Sanctis (terminata nel 1726) essenzialmente con il legato del diplomatico Etienne Gueffier (e non della famiglia regnante in Francia) come recita l'iscrizione marmorea, per segnare così con adeguata pompa e fasto barocco il termine della città e l'inizio degli orti, precedentemente occupato dal viridiario dell'Olmata. 
La chiesa presenta su un campanile un orologio e sull'altro una meridiana.
Davanti a Trinità dei Monti, l'anno 1788, papa Pio VI fece innalzare dall'architetto Antinori l'Obelisco Sallustiano, il penultimo dei grandi obelischi innalzati nella Roma papale, realizzato in epoca romana imperiale ad imitazione degli obelischi egiziani.

### Mater admirabilis
Mater admirabilis è un affresco dipinto da Pauline Perdrau nel 1844.